# 安尼娜·拉亚胡赫塔
安尼娜·拉亚胡赫塔（芬蘭語：Annina Rajahuhta，1989年3月8日—），芬兰女子冰球运动员。她曾代表芬兰参加2010年、2014年和2018年冬季奥林匹克运动会冰球比赛，共获得二枚铜牌。